# Tapinoma minimum
Tapinoma minimum é uma espécie de formiga do gênero Tapinoma.